# Michael Leavitt
Michael Okerlund Leavitt, född 11 februari 1951 i Cedar City, Utah, USA, är en amerikansk republikansk politiker.
Leavitt avlade sin grundexamen vid Southern Utah University. Han studerade national- och företagsekonomi. Han gifte sig med Jacalyn Smith. Paret har fem barn. Leavitt är medlem av Jesu Kristi kyrka av sista dagars heliga.
Leavitt var guvernör i Utah 1993-2003. Han var den andra guvernören i delstatens historia som lyckades med att bli invald tre gånger. George W. Bush utnämnde honom 2003 till chef för Environmental Protection Agency. USA:s senat godkände honom med rösterna 88-8. Han lämnade EPA i januari 2005 för att efterträda Tommy Thompson som USA:s hälsominister (Secretary of Health and Human Services).